# Linda Marlen Runge
Linda Marlen Runge (* 11. März 1986 in Marburg) ist eine deutsche Schauspielerin und Musikerin.

## Leben
Im Alter von fünf Jahren begann Runge mit einer klassischen Klavierausbildung, mit 16 Jahren entschied sie sich zusätzlich für Gitarre und E-Bass und wurde festes Mitglied der Band Cosmocunts, heute Rude Dude. Nebenher schrieb sie eigene Stücke, komponierte Musik für Werbejingles und arbeitete als Sprecherin für Radiowerbespots.
Nachdem sie bei einem Tanzauftritt die Band Tito & Tarantula kennen gelernt hatte, ging sie mit ihnen auf Europatournee. Ihre bis heute enge Freundschaft zum Gitarristen und Komponisten der Band Steven Medina Hufsteter führte sie schließlich nach Los Angeles, wo sie mit vielen Regisseuren und Musikern zusammenarbeitete, die ihr die Schauspielerei ans Herz legten.
Nach Los Angeles reiste sie nach Mexiko, Mexiko-Stadt und Guadalajara und lernte dort ihren zukünftigen Gitarristen Eder Perales kennen, mit dem sie nach ihrer Rückkehr nach Deutschland verschiedene Songs schrieb.
2009 zog Runge nach Berlin und arbeitete weiter als Musikerin, begann aber zeitgleich erste Schauspielprojekte und eigene Kurzfilme zu drehen, arbeitete nebenher zusätzlich als Model und sicherte ihren Lebensunterhalt zeitgleich mit mehreren Nebenjobs, unter anderem arbeitete sie seit ihrem 18. Lebensjahr immer wieder als Altenpflegerin. Runge arbeitete häufig auf Musikmessen, unter anderem auf der Musikmesse Frankfurt und auf der NAMM Musikmesse in Anaheim, Kalifornien.
2010 nahm sie an der fünfteiligen Fernsehshow Tattoo Camp auf ProSieben teil und gewann dabei eine Ausbildung als Tätowiererin in Berlin.
Anfang 2011 zog sie von Berlin nach Mexiko, wo sie knapp zwei Jahre lebte. Mit Eder Perales, Isaac Fernandez und Paco Rosas gründete sie die Band Lejana, deren Album von Saul Ledesma (Radaid, Ella y el Muerto) co-produziert wurde, und arbeitete als Komponistin für namhafte mexikanische Musiker wie Ugo Rodriguez (Azul Violeta) und stand u. a. gemeinsam mit Camila Sodi, Alvaro Arce (Los Impostors), Leo Padua (Los Viejos), Sofia Orozco (Fesway, Radaid) auf der Bühne.
In ihrer Zeit in Mexiko arbeitete sie auch weiterhin als Schauspielerin, Drehbuchautorin und Regisseurin, drehte mehrere Kurzfilme und Musikvideos, absolvierte eine klassische Gesangsausbildung bei Tenor Maestro Eduardo Ortiz, Dozent an der Universität Guadalajara, sang mit Mariachis und engagierte sich nebenher für die Rettung und Vermittlung von Straßenhunden mit ihrem Projekt Florencia y sus cosas.
Ende 2012 kehrte Runge zurück nach Deutschland, zwei Wochen nach ihrer Rückkehr wurde ihr die Rolle der Andrea „Anni“ Brehme in der Serie Gute Zeiten, schlechte Zeiten angeboten, die sie von August 2013 bis August 2018 spielte und sie bei einem breiten Publikum bekannt machte. Ebenfalls seit August 2013 besteht ihr zweites Bandprojekt mit dem irischen Musiker und Comedian Chris Morrin namens Blood and Honey.
Im Rahmen der Serie Gute Zeiten, schlechte Zeiten wurde am 15. November 2013 eine Single des fiktiven Charakters Anni Brehme mit dem Titel Far Away veröffentlicht, die von Runge eingesungen wurde.

## Filmografie
- 2013–2018: Gute Zeiten, schlechte Zeiten (Fernsehserie)
- 2019: Bettys Diagnose (Fernsehserie, Folge Auf der Suche)
- 2020: Nachtschwestern (Fernsehserie, 9 Folgen)
- 2020: MaPa (Fernsehserie, Folge 1x01)
- 2020: Die Chefin (Fernsehserie, Folge Verzockt)
- 2023: Bettys Diagnose (Fernsehserie, 7 Folgen)